# Bibagge
Bibaggen (Apalus bimaculatus) är en skalbagge som är rödlistad (2010) som missgynnad (NT). För att försöka rädda arten i Sverige håller ett åtgärdsprogram på att tas fram av Länsstyrelsen i Västmanland. Bibaggen är 1-1,5 cm lång och är orange med en rund svart fläck på vardera täckvinge.
Bibaggen trivs i varma solbelysta miljöer med fin sand. Förr fanns den i naturliga sandblottor som uppkommit av tramp, vatten, vind eller brand, men nuförtiden påträffas den ofta i människoskapade miljöer. Det kan till exempel vara grustäkter, vägkanter och skjutbanor. För att bibaggen ska kunna överleva på en plats måste det finnas vårsidenbin (Colletes cunicularius) där. Bibaggen är nämligen beroende av vårsidenbiet för sin reproduktion.

## Utbredningsområde
I Sverige finns bibaggen från Skåne och Halland i söder till Dalarna och Gästrikland i norr. Bibaggens finns närmast Sverige i Danmark, Norge och Estland. Den har även funnits i Finland, men har inte påträffats sedan 1926 där. Bristen på fynd från Finland kan dock bero på att den inte är tillräckligt eftersökt, eftersom bibaggen kan vara svår att hitta då den bara är aktiv några dagar per år. Vidare finns bibaggen även i Mellan- och Sydeuropa och i Ryssland.

## Reproduktion
Så fort solen börjar värma upp marken på våren (ungefär mars-april) kryper bibaggen fram. Den har övervintrat under marken som imago, och är nu redo att para sig. Bibaggarna är aktiva ungefär ett par veckor, beroende av vädret. Det parar sig, och sedan tar sig deras larver ner i vårsidenbinas bon där de övervintrar och lever av insamlat pollen och nektar. Larverna utvecklas till fullvuxna imagos nere i vårsidenbinas bon. 
Det är inte helt klargjort hur bibaggens larver tar sig ner i vårsidenbinas bon. En teori har varit att de kryper ner i bona, men en annan teori är att de "liftar" med vårsidenbina till boet. Denna teori stöds av att bibaggehonans undersida påminner om ett vårsidenbis färger. Så när bibaggen dör och hamnar på rygg kan vårsidenbina av misstag försöka para sig med den, och då fastnar larverna på vårsidenbiet.

## Hot
Bibaggen hotas i södra Sverige av igenväxning och exploatering av de kustsanddyner där den finns. I mellersta Sverige hotas den av spontan igenväxning och aktiv igenplantering ("restaurering") av grustäkter. Förr var utplaning och igenplantering med tall det normala tillvägagångssättet när man avslutade en grustäkt, för att man ville återskapa den ursprungliga landskapsbilden. Men idag tar man i allt större utsträckning hänsyn till den värdefulla floran och faunan som uppstått i grustäkten.